# Liste der IATA-Codes/V
Diese Teilliste führt alle IATA-Flughafencodes auf, die mit „V“ beginnen, und enthält Informationen zu den bezeichneten Verkehrsknotenpunkten.

## VA
| IATA | ICAO | Flughafen                    | Ort         | Region               | Land            |
| ---- | ---- | ---------------------------- | ----------- | -------------------- | --------------- |
| VAA  | EFVA | Flughafen Vaasa              | Vaasa       | Österbotten          | Finnland        |
| VAB  | –    | Flugplatz Yavaraté           | Yavaraté    | Vaupés               | Kolumbien       |
| VAC  | EDWU | Flugplatz Varrelbusch        | Cloppenburg | Niedersachsen        | Deutschland     |
| VAD  | KVAD | Moody Air Force Base         | Valdosta    | Georgia              | USA             |
| VAF  | LFLU | Flughafen Valence-Chabeuil   | Valence     | Auvergne-Rhône-Alpes | Frankreich      |
| VAG  | SBVG | Flughafen Varginha           | Varginha    | Minas Gerais         | Brasilien       |
| VAH  | SLVG | Flugplatz Vallegrande        | Vallegrande | Santa Cruz           | Bolivien        |
| VAI  | AYVN | Flughafen Vanimo             | Vanimo      | Sandaun              | Papua-Neuguinea |
| VAK  | PAVA | Flughafen Chevak             | Chevak      | Alaska               | USA             |
| VAL  | SNVB | Flughafen Valença            | Valença     | Bahia                | Brasilien       |
| VAM  | VRMV | Flughafen Maamingili         | Maamingili  | Alif Dhaal           | Malediven       |
| VAN  | LTCI | Flughafen Van-Ferit Melen    | Van         | Van                  | Türkei          |
| VAO  | AGGV | Flugplatz Suavanao           | Suavanao    | Isabel               | Salomonen       |
| VAP  | SCRD | Flugplatz Rodelillo          | Valparaíso  | Valparaíso           | Chile           |
| VAR  | LBWN | Flughafen Warna              | Warna       | Warna                | Bulgarien       |
| VAS  | LTAR | Flughafen Sivas-Nuri Demirağ | Sivas       | Sivas                | Türkei          |
| VAT  | FMMY | Flughafen Vatomandry         | Vatomandry  | Atsinanana           | Madagaskar      |
| VAU  | NFNV | Flugplatz Vatukoula          | Vatukoula   | Western Division     | Fidschi         |
| VAV  | NFTV | Flughafen Vavaʻu             | Neiafu      | Vavaʻu               | Tonga           |
| VAW  | ENSS | Flughafen Vardø              | Vardø       | Finnmark             | Norwegen        |

## VB
| IATA | ICAO | Flughafen                       | Ort          | Region       | Land     |
| ---- | ---- | ------------------------------- | ------------ | ------------ | -------- |
| VBA  | VYAN | Flughafen Ann                   | Ann          | Rakhaing     | Myanmar  |
| VBC  | VYCZ | Flughafen Mandalay Chanmyathazi | Mandalay     | Mandalay     | Myanmar  |
| VBG  | KVBG | Vandenberg Air Force Base       | Lompoc       | Kalifornien  | USA      |
| VBP  | VYBP | Flughafen Bokpyin               | Bokpyin      | Tanintharyi  | Myanmar  |
| VBS  | LIPO | Flughafen Brescia-Montichiari   | Brescia      | Lombardei    | Italien  |
| VBV  | NFVB | Flugplatz Vanuabalavu           | Vanua Balavu | Lau-Inseln   | Fidschi  |
| VBY  | ESSV | Flughafen Visby                 | Visby        | Gotlands län | Schweden |

## VC
| IATA | ICAO | Flughafen                             | Ort                  | Region             | Land        |
| ---- | ---- | ------------------------------------- | -------------------- | ------------------ | ----------- |
| VCA  | VVCT | Flughafen Cần Thơ                     | Cần Thơ              | Cần Thơ            | Vietnam     |
| VCD  | YVRD | Flughafen Victoria River Downs        | Victoria River Downs | Northern Territory | Australien  |
| VCE  | LIPZ | Flughafen Venedig-Tessera             | Venedig              | Venetien           | Italien     |
| VCF  | –    | Flughafen Valcheta                    | Valcheta             | Río Negro          | Argentinien |
| VCH  | SUVO | Flughafen Vichadero                   | Vichadero            | Rivera             | Uruguay     |
| VCL  | VVCA | Flughafen Chu Lai                     | Chu Lai              | Quảng Nam          | Vietnam     |
| VCP  | SBKP | Flughafen Viracopos                   | Campinas             | São Paulo          | Brasilien   |
| VCR  | SVCO | Flughafen Carora                      | Carora               | Lara               | Venezuela   |
| VCS  | VVCS | Flughafen Con Dao                     | Côn Đảo              | Đông Nam Bộ        | Vietnam     |
| VCT  | KVCT | Flughafen Victoria                    | Victoria             | Texas              | USA         |
| VCV  | KVCV | Southern California Logistics Airport | Victorville          | Kalifornien        | USA         |

## VD
| IATA | ICAO | Flughafen                                          | Ort                  | Region            | Land        |
| ---- | ---- | -------------------------------------------------- | -------------------- | ----------------- | ----------- |
| VDA  | LLOV | Flughafen Eilat-Ovda – heute Militärflugplatz Ovda | Eilat                | Südbezirk         | Israel      |
| VDB  | ENFG | Flughafen Fagernes, Leirin                         | Fagernes             | Innlandet         | Norwegen    |
| VDC  | SBVC | Flughafen Vitória da Conquista-Glauber Rocha       | Vitória da Conquista | Bahia             | Brasilien   |
| VDE  | GCHI | Flughafen El Hierro                                | Valverde             | Kanarische Inseln | Spanien     |
| VDH  | VVDH | Flughafen Dong Hoi                                 | Đồng Hới             | Quảng Bình        | Vietnam     |
| VDI  | KVDI | Vidalia Regional Airport                           | Vidalia              | Georgia           | USA         |
| VDM  | SAVV | Flughafen Viedma                                   | Viedma               | Río Negro         | Argentinien |
| VDP  | SVVP | Flughafen Valle de la Pascua                       | Valle de la Pascua   | Guárico           | Venezuela   |
| VDR  | SAOD | Flughafen Villa Dolores                            | Villa Dolores        | Córdoba           | Argentinien |
| VDS  | ENVD | Flughafen Vadsø                                    | Vadsø                | Finnmark          | Norwegen    |
| VDY  | VOJV | Flughafen Jindal Vijaynagar                        | Vidyanagar           | Karnataka         | Indien      |
| VDZ  | PAVD | Flughafen Valdez                                   | Valdez               | Alaska            | USA         |

## VE
| IATA | ICAO | Flughafen                | Ort            | Region                 | Land      |
| ---- | ---- | ------------------------ | -------------- | ---------------------- | --------- |
| VEE  | PAVE | Flughafen Venetie        | Venetie        | Alaska                 | USA       |
| VEG  | –    | Flugplatz Maikwak        | Maikwak        | Potaro-Siparuni        | Guyana    |
| VEL  | KVEL | Flughafen Vernal         | Vernal         | Utah                   | USA       |
| VER  | MMVR | Flughafen Veracruz       | Veracruz       | Veracruz               | Mexiko    |
| VEV  | AGBA | Flughafen Barakoma       | Barakoma       | Vella Lavella, Western | Salomonen |
| VEX  | –    | Tioga Municipal Airport  | Tioga          | North Dakota           | USA       |
| VEY  | BIVM | Flughafen Vestmannaeyjar | Vestmannaeyjar | Suðurland              | Island    |

## VF
| IATA | ICAO | Flughafen                | Ort            | Region             | Land     |
| ---- | ---- | ------------------------ | -------------- | ------------------ | -------- |
| VFA  | FVFA | Flughafen Victoria Falls | Victoria Falls | Matabeleland North | Simbabwe |

## VG
| IATA | ICAO | Flughafen                  | Ort              | Region         | Land        |
| ---- | ---- | -------------------------- | ---------------- | -------------- | ----------- |
| VGA  | VOBZ | Flughafen Vijayawada       | Vijayawada       | Andhra Pradesh | Indien      |
| VGD  | ULWW | Flughafen Wologda          | Wologda          | Wologda        | Russland    |
| VGO  | LEVX | Flughafen Vigo             | Vigo             | Galicien       | Spanien     |
| VGS  | –    | Flugplatz General Villegas | General Villegas | Buenos Aires   | Argentinien |
| VGT  | KVGT | North Las Vegas Airport    | Las Vegas        | Nevada         | USA         |
| VGZ  | SKVG | Flugplatz Villagarzón      | Villagarzón      | Putumayo       | Kolumbien   |

## VH
| IATA | ICAO | Flughafen                  | Ort             | Region               | Land                   |
| ---- | ---- | -------------------------- | --------------- | -------------------- | ---------------------- |
| VHC  | FNSA | Flughafen Saurimo          | Saurimo         | Lunda Sul            | Angola                 |
| VHM  | ESNV | Flughafen Vilhelmina       | Vilhelmina      | Västerbottens län    | Schweden               |
| VHN  | KVHN | Culberson County Airport   | Van Horn        | Texas                | USA                    |
| VHV  | UENI | Flughafen Werchnewiljuisk  | Werchnewiljuisk | Sacha                | Russland               |
| VHY  | LFLV | Flughafen Vichy - Charmeil | Vichy           | Auvergne-Rhône-Alpes | Frankreich             |
| VHZ  | NTUV | Flughafen Vahitahi         | Vahitahi        | Tuamotu-Archipel     | Französisch-Polynesien |

## VI
| IATA | ICAO      | Flughafen                          | Ort                 | Region                           | Land                                            |
| ---- | --------- | ---------------------------------- | ------------------- | -------------------------------- | ----------------------------------------------- |
| VIA  | SSVI      | Flugplatz Videira                  | Videira             | Santa Catarina                   | Brasilien                                       |
| VIB  | –         | Flugplatz Villa Constitución       | Ciudad Constitución | Baja California Sur              | Mexiko                                          |
| VIC  | LIPT      | Flugplatz Vicenza                  | Vicenza             | Venetien                         | Italien                                         |
| VIE  | LOWW      | Flughafen Wien-Schwechat           | Wien                | –                                | Österreich                                      |
| VIG  | SVVG      | Flughafen Juan Pablo Pérez Alfonzo | El Vigía            | Mérida                           | Venezuela                                       |
| VIH  | KVIH      | Rolla National Airport             | Rolla/Vichy         | Missouri                         | Vereinigte Staaten                              |
| VII  | VVVH      | Flughafen Vinh                     | Vinh                | Nghệ An                          | Vietnam                                         |
| VIJ  | TUPW      | Virgin Gorda Airport               | Virgin Gorda        | –                                | Britische Jungferninseln                        |
| VIL  | GMMH/GSVO | Flughafen Dakhla                   | Ad-Dakhla           | Dakhla-Oued Ed-Dahab             | Demokratische Arabische Republik Sahara/Marokko |
| VIN  | UKWW      | Flughafen Winnyzja                 | Winnyzja            | Winnyzja                         | Ukraine                                         |
| VIQ  | WPVQ      | Flughafen Viqueque                 | Viqueque            | Viqueque                         | Osttimor                                        |
| VIR  | FAVG      | Flugplatz Virginia                 | Durban              | KwaZulu-Natal                    | Südafrika                                       |
| VIS  | KVIS      | Visalia Municipal Airport          | Visalia             | Kalifornien                      | Vereinigte Staaten                              |
| VIT  | LEVT      | Flughafen Vitoria                  | Vitoria-Gasteiz     | Autonome Gemeinschaft Baskenland | Spanien                                         |
| VIU  | –         | Flugplatz Viru Harbour             | Viru                | New Georgia, Western             | Salomonen                                       |
| VIV  | –         | Flugplatz Vivigani                 | Vivigani            | Milne Bay                        | Papua-Neuguinea                                 |
| VIX  | SBVT      | Flughafen Vitória                  | Vitória             | Espírito Santo                   | Brasilien                                       |
| VIY  | LFPV      | Militärflugplatz Villacoublay      | Paris               | Île-de-France                    | Frankreich                                      |

## VJ
| IATA | ICAO | Flughafen                  | Ort      | Region   | Land     |
| ---- | ---- | -------------------------- | -------- | -------- | -------- |
| VJB  | FQXA | Flugplatz Xai-Xai          | Xai-Xai  | Gaza     | Mosambik |
| VJI  | KVJI | Virginia Highlands Airport | Abingdon | Virginia | USA      |
| VJQ  | –    | Flugplatz Gurué            | Gurué    | Zambezia | Mosambik |

## VK
| IATA | ICAO | Flughafen                   | Ort       | Region      | Land     |
| ---- | ---- | --------------------------- | --------- | ----------- | -------- |
| VKG  | VVRG | Flughafen Rạch Giá          | Rạch Giá  | Kiên Giang  | Vietnam  |
| VKO  | UUWW | Flughafen Moskau-Wnukowo    | Moskau    | Moskau      | Russland |
| VKS  | KVKS | Vicksburg Municipal Airport | Vicksburg | Mississippi | USA      |
| VKT  | UUYW | Flughafen Workuta           | Workuta   | Komi        | Russland |

## VL
| IATA | ICAO | Flughafen                   | Ort           | Region                      | Land           |
| ---- | ---- | --------------------------- | ------------- | --------------------------- | -------------- |
| VLA  | KVLA | Flugplatz Vandalia          | Vandalia      | Illinois                    | USA            |
| VLC  | LEVC | Flughafen Valencia          | Valencia      | Valencianische Gemeinschaft | Spanien        |
| VLD  | KVLD | Flughafen Valdosta          | Valdosta      | Georgia                     | USA            |
| VLE  | –    | Valle Airport               | Grand Canyon  | Arizona                     | USA            |
| VLG  | SAZV | Flughafen Villa Gesell      | Villa Gesell  | Buenos Aires                | Argentinien    |
| VLI  | NVVV | Bauerfield Airport          | Port Vila     | Shefa                       | Vanuatu        |
| VLK  | URRY | Flughafen Wolgodonsk        | Wolgodonsk    | Rostow                      | Russland       |
| VLL  | LEVD | Flughafen Valladolid        | Valladolid    | Kastilien und León          | Spanien        |
| VLM  | SLVM | Flugplatz Villamontes       | Villamontes   | Tarija                      | Bolivien       |
| VLN  | SVVA | Aeropuerto Arturo Michelena | Valencia      | Carabobo                    | Venezuela      |
| VLP  | SWVC | Flugplatz Vila Rica         | Vila Rica     | Mato Grosso                 | Brasilien      |
| VLR  | SCLL | Flughafen Vallenar          | Vallenar      | Atacama                     | Chile          |
| VLS  | NVSV | Flughafen Valesdir          | Valesdir      | Shefa                       | Vanuatu        |
| VLU  | ULOL | Flughafen Welikije Luki     | Welikije Luki | Pskow                       | Russland       |
| VLV  | SVVL | Flughafen Valera            | Valera        | Trujillo                    | Venezuela      |
| VLY  | EGOV | Anglesey Airport            | Anglesey      | Wales                       | Großbritannien |

## VM
| IATA | ICAO | Flughafen                | Ort            | Region     | Land            |
| ---- | ---- | ------------------------ | -------------- | ---------- | --------------- |
| VME  | SAOR | Flughafen Villa Reynolds | Villa Mercedes | San Luis   | Argentinien     |
| VMI  | –    | Flughafen Vallemí        | Vallemí        | Concepción | Paraguay        |
| VMU  | AYBA | Flughafen Baimuru        | Baimuru        | Gulf       | Papua-Neuguinea |

## VN
| IATA | ICAO | Flughafen                   | Ort          | Region            | Land       |
| ---- | ---- | --------------------------- | ------------ | ----------------- | ---------- |
| VNA  | VLSV | Flugplatz Salavan           | Salavan      | Salavan           | Laos       |
| VNC  | KVNC | Venice Municipal Airport    | Venice       | Florida           | USA        |
| VND  | –    | Flugplatz Vangaindrano      | Vangaindrano | Atsimo-Atsinanana | Madagaskar |
| VNE  | LFRV | Flughafen Vannes            | Vannes       | Bretagne          | Frankreich |
| VNO  | EYVI | Flughafen Vilnius           | Vilnius      | Vilnius           | Litauen    |
| VNR  | YVRS | Vanrook Airport             | Vanrook      | Queensland        | Australien |
| VNS  | VEBN | Lal Bahadur Shastri Airport | Varanasi     | Uttar Pradesh     | Indien     |
| VNT  | EVVA | Flughafen Ventspils         | Ventspils    | –                 | Lettland   |
| VNX  | FQVL | Flughafen Vilankulo         | Vilankulo    | Inhambane         | Mosambik   |
| VNY  | KVNY | Flughafen Van Nuys          | Los Angeles  | Kalifornien       | USA        |

## VO
| IATA | ICAO | Flughafen                          | Ort          | Region      | Land         |
| ---- | ---- | ---------------------------------- | ------------ | ----------- | ------------ |
| VOD  | LKVO | Flugplatz Vodochody                | Vodochody    | Středočeský | Tschechien   |
| VOG  | URWW | Flughafen Wolgograd                | Wolgograd    | Wolgograd   | Russland     |
| VOH  | FMNV | Flughafen Vohemar                  | Vohémar      | Sava        | Madagaskar   |
| VOI  | GLVA | Flughafen Voinjama                 | Voinjama     | Lofa        | Liberia      |
| VOK  | KVOK | Volk Field Air National Guard Base | Camp Douglas | Wisconsin   | USA          |
| VOL  | LGBL | Flughafen Nea Anchialos            | Volos        | Thessalien  | Griechenland |
| VOT  | SDVG | Flughafen Votuporanga              | Votuporanga  | São Paulo   | Brasilien    |
| VOZ  | UUOO | Flughafen Woronesch                | Woronesch    | Woronesch   | Russland     |

## VP
| IATA | ICAO | Flughafen                                             | Ort                          | Region     | Land     |
| ---- | ---- | ----------------------------------------------------- | ---------------------------- | ---------- | -------- |
| VPE  | FNGI | Flughafen Ondjiva                                     | Ondjiva                      | Cunene     | Angola   |
| VPG  | –    | Flughafen Vipingo Estate                              | Vipingo Ridge Estate         | Kilifi     | Kenia    |
| VPN  | BIVO | Flughafen Vopnafjörður                                | Vopnafjörður                 | Austurland | Island   |
| VPS  | KVPS | Destin–Fort Walton Beach Airport/Eglin Air Force Base | Fort Walton Beach/Valparaiso | Florida    | USA      |
| VPY  | FQCH | Flughafen Chimoio                                     | Chimoio                      | Manica     | Mosambik |
| VPZ  | KVPZ | Porter County Regional Airport                        | Valparaiso                   | Indiana    | USA      |

## VQ
| IATA | ICAO | Flughafen         | Ort          | Region      | Land |
| ---- | ---- | ----------------- | ------------ | ----------- | ---- |
| VQQ  | KVQQ | Flughafen Cecil   | Jacksonville | Florida     | USA  |
| VQS  | TJVQ | Flughafen Vieques | Vieques      | Puerto Rico | USA  |

## VR
| IATA | ICAO | Flughafen                   | Ort        | Region                     | Land        |
| ---- | ---- | --------------------------- | ---------- | -------------------------- | ----------- |
| VRA  | MUVR | Flughafen Varadero          | Varadero   | Matanzas                   | Kuba        |
| VRB  | KVRB | Flughafen Vero Beach        | Vero Beach | Florida                    | USA         |
| VRC  | RPUV | Flughafen Virac             | Virac      | Catanduanes                | Philippinen |
| VRE  | FAVR | Flughafen Vredendal         | Vredendal  | Westkap                    | Südafrika   |
| VRI  | ULDW | Flughafen Warandei          | Warandei   | Autonomer Kreis der Nenzen | Russland    |
| VRK  | EFVR | Flughafen Varkaus           | Varkaus    | Nordsavo                   | Finnland    |
| VRL  | LPVR | Flugplatz Vila Real         | Vila Real  | Vila Real                  | Portugal    |
| VRN  | LIPX | Flughafen Verona            | Verona     | Venetien                   | Italien     |
| VRO  | MUKW | Flughafen Kawama            | Varadero   | Matanzas                   | Kuba        |
| VRS  | –    | Roy Otten Memorial Airfield | Versailles | Missouri                   | USA         |
| VRU  | FAVB | Flughafen Vryburg           | Vryburg    | Nordwest                   | Südafrika   |

## VS
| IATA | ICAO | Flughafen                    | Ort          | Region           | Land     |
| ---- | ---- | ---------------------------- | ------------ | ---------------- | -------- |
| VSA  | MMVA | Flughafen Villahermosa       | Villahermosa | Tabasco          | Mexiko   |
| VSE  | LPVZ | Flughafen Viseu              | Viseu        | Viseu            | Portugal |
| VSF  | KVSF | Hartness State Airport       | Springfield  | Vermont          | USA      |
| VSG  | UKCW | Flughafen Luhansk            | Luhansk      | Luhansk          | Ukraine  |
| VSO  | –    | Flugplatz Phuoclong          | Phuoclong    | Bạc Liêu         | Vietnam  |
| VST  | ESOW | Flughafen Stockholm-Västerås | Västerås     | Västmanlands län | Schweden |
| VSV  | VISV | Flughafen Shravasti          | Shravasti    | Uttar Pradesh    | Indien   |

## VT
| IATA | ICAO      | Flughafen                | Ort           | Region           | Land       |
| ---- | --------- | ------------------------ | ------------- | ---------------- | ---------- |
| VTB  | UMII      | Flughafen Wizebsk        | Wizebsk       | Wizebsk          | Belarus    |
| VTE  | VLVT      | Flughafen Vientiane      | Vientiane     | Vientiane        | Laos       |
| VTF  | NFVL      | Flugplatz Vatulele       | Vatulele      | Western Division | Fidschi    |
| VTG  | VVVT      | Flughafen Vũng Tàu       | Vũng Tàu      | Bà Rịa-Vũng Tàu  | Vietnam    |
| VTL  | LFSZ      | Flugplatz Vittel         | Vittel        | Grand Est        | Frankreich |
| VTM  | LLNV      | Militärflugplatz Nevatim | Nevatim       | Südbezirk        | Israel     |
| VTN  | KVTN      | Miller Field             | Valentine     | Nebraska         | USA        |
| VTU  | MUVT      | Flughafen Las Tunas      | Las Tunas     | Las Tunas        | Kuba       |
| VTZ  | VEVZ/VOVZ | Flughafen Visakhapatnam  | Visakhapatnam | Andhra Pradesh   | Indien     |

## VU
| IATA | ICAO | Flughafen               | Ort                  | Region   | Land      |
| ---- | ---- | ----------------------- | -------------------- | -------- | --------- |
| VUP  | SKVP | Flughafen Valledupar    | Valledupar           | Cesar    | Kolumbien |
| VUS  | ULWU | Flughafen Weliki Ustjug | Weliki Ustjug        | Wologda  | Russland  |
| VUU  | –    | Flugplatz Mvuu Camp     | Liwonde-Nationalpark | Southern | Malawi    |

## VV
| IATA | ICAO | Flughafen               | Ort                     | Region     | Land       |
| ---- | ---- | ----------------------- | ----------------------- | ---------- | ---------- |
| VVB  | FMMH | Flughafen Mahanoro      | Mahanoro                | Atsinanana | Madagaskar |
| VVC  | SKVV | Flughafen Villavicencio | Villavicencio           | Meta       | Kolumbien  |
| VVI  | SLVR | Flughafen Viru Viru     | Santa Cruz de la Sierra | Santa Cruz | Bolivien   |
| VVK  | ESSW | Flugplatz Västervik     | Västervik               | Kalmar län | Schweden   |
| VVN  | SPWT | Flughafen Las Malvinas  | Gasfeld „Las Malvinas“  | Cusco      | Peru       |
| VVO  | UHWW | Flughafen Wladiwostok   | Wladiwostok             | Primorje   | Russland   |
| VVZ  | DAAP | Flughafen Illizi        | Illizi                  | Illizi     | Algerien   |

## VW
| IATA                                             | ICAO | Flughafen | Ort | Region | Land |
| ------------------------------------------------ | ---- | --------- | --- | ------ | ---- |
| Es gibt keine IATA-Codes, die mit „VW“ beginnen. |      |           |     |        |      |

## VX
| IATA | ICAO | Flughafen                             | Ort         | Region         | Land      |
| ---- | ---- | ------------------------------------- | ----------- | -------------- | --------- |
| VXC  | FQLC | Flughafen Lichinga                    | Lichinga    | Niassa         | Mosambik  |
| VXE  | GVSV | Aeroporto Internacional Cesária Évora | São Vicente | São Vicente    | Kap Verde |
| VXO  | ESMX | Flughafen Växjö/Kronoberg             | Växjö       | Kronobergs län | Schweden  |

## VY
| IATA | ICAO | Flughafen                        | Ort      | Region        | Land      |
| ---- | ---- | -------------------------------- | -------- | ------------- | --------- |
| VYD  | FAVY | Flughafen Vryheid                | Vryheid  | KwaZulu-Natal | Südafrika |
| VYI  | UENW | Flughafen Wiljuisk               | Wiljuisk | Sacha         | Russland  |
| VYS  | KVYS | Illinois Valley Regional Airport | Peru     | Illinois      | USA       |

## VZ
| IATA                                             | ICAO | Flughafen | Ort | Region | Land |
| ------------------------------------------------ | ---- | --------- | --- | ------ | ---- |
| Es gibt keine IATA-Codes, die mit „VZ“ beginnen. |      |           |     |        |      |